# Birger Løvaas
Birger Løvaas, född 24 november 1901, död 5 juni 1977, var en norsk skådespelare.
Løvaas var engagerad vid Klingenberg Theater, Casino och Bjørnevik Teater i Oslo. Vid den sistnämnda spelade han i Gideon Wahlbergs Skjærgårdsflirt över 2 000 gånger. Åren 1956–1959 var han vid Folketeatret och 1959–1971 vid Oslo Nye Teater. Bland hans roller kan nämnas Jepper Berg i Erasmus Montanus, Evensen i Den store barnedåpen och kung Ludvig i Becket. Han spelade även Opa Crackle i Radioteatrets Dickie Dick Dickens-serie.
Vid sidan av teatern var han filmskådespelare och medverkade i tio filmer mellan 1932 och 1973. Han debuterade i Walter Fürsts Prinsessen som ingen kunne målbinde och var därefter mest aktiv under 1950-, 1960- och 1970-talen.

## Filmografi
- 1932 – Prinsessen som ingen kunne målbinde – friaren
- 1932 – Skjærgårdsflirt – Karl Anton
- 1958 – Bustenskjold – Bernt Skomaker
- 1963 – Freske fraspark – Martin
- 1964 – Marenco – Askild
- 1965 – Stompa forelsker seg – polisassistenten
- 1968 – Smuglere
- 1969 – Olsen-Banden – stationsbetjänten
- 1970 – Olsenbanden og Dynamitt-Harry – inspektörn
- 1973 – To fluer i ett smekk – stationsmästaren